# Окис (фільм)
«Окис» (англ. Powder Blue, Небесно-блакитний — колір щойно впалого холодного снігу) — психологічна драма американського режисера в'єтнамського походження Тімоті Лінь Буя про міських маргіналів — одиноких маленьких людей у великому американському місті. Роль у цьому фільмі для актора Патріка Свейзі стала останньою в повнометражних фільмах.

## Синопсис
Через безліч випадкових подій четверо дивних людей збираються разом у переддень Різдва. У кожного з них своя історія і минуле. Серед них є колишній священик, стриптизерка, колишній аферист і трунар. Та відомо одне – нічого не відбувається просто так.

## У ролях
- Джессіка Біл — Роза-Джонні
- Едді Редмейн — Кверті Дулітл
- Форест Вітакер — Чарлі
- Рей Ліотта — Джек Доені
- Ліза Кудров — Саллі
- Патрік Свейзі — Ларрі «Оксамит»
- Кріс Крістофферсон — Рендел
- Санаа Латан — Діана
- Чендлер Кентербері — Біллі
- Рікі Ліндхоум — Ніколь